# Cattaro (incrociatore ausiliario)
Il Cattaro (già Jugoslavija, già Hunyad) è stato un incrociatore ausiliario della Regia Marina, già piroscafo passeggeri jugoslavo.

## Storia
Ordinata come piroscafo passeggeri con il nome di Hunyad dalla Società per Azioni Ungaro-Croata di Navigazione Marittima a Vapore (Magyar Horvát Tengeri Gőzhajózási RT, con sede a Fiume), la nave venne impostata nei cantieri fiumani Ganz & Comp. Danubius Maschinen, Waggon und Schiffbau A.G. (Fiume faceva all'epoca parte dell'Impero austro-ungarico) nel 1916, con numero di scafo 68, ma la costruzione venne sospesa a causa della prima guerra mondiale. Nel 1920 la nave, ancora incompleta, venne varata al solo scopo di liberare lo scalo.
Nello stesso anno l'incompleto Hunyad (identificato solo come scafo numero 68, non avendo mai ricevuto il proprio nome) passò sotto bandiera jugoslava, ma rimase incompiuto ed inutilizzato per oltre un decennio, in quanto la compagnia proprietaria – divenuta frattanto, a seguito della dissoluzione dell'Impero austro-ungarico, Società per Azioni Croata di Navigazione Marittima a Vapore (Hrvatsko Dioničko Pomorsko Parobrodarsko Društvo) – non necessitava di piroscafi postali per il servizio costiero della Dalmazia.
All'inizio degli anni trenta, tuttavia, la situazione cambiò: stante la crescente popolarità dei viaggi di vacanza lungo le coste adriatiche, la società di navigazione jugoslava Jadranska Plovidba Dioničko Parobrodarsko Društvo di Sussak (ovvero l'ex Società per Azioni Croata, che aveva nuovamente cambiato nome a seguito della nascita del Regno di Jugoslavia), attiva sulle rotte costiere dalmate, stipulò con i Cantieri del Quarnaro (i cantieri Danubius erano infatti divenuti Cantieri del Quarnaro a seguito dell'annessione di Fiume all'Italia) un contratto per la ricostruzione e completamento dello scafo incompiuto dell'Hunyad. Rinumerato come scafo numero 139, lo scafo incompleto venne quindi riportato in cantiere e tra il 1932 ed il 1933 i lavori ripresero: nel febbraio 1933 il piroscafo, ribattezzato Jugoslavija ed iscritto con matricola 9 presso il Compartimento marittimo di Spalato, entrò in servizio sulle linee della Dalmazia.
Lo Jugoslavija, una volta completato, risultò essere un piccolo piroscafo per trasporto di merci e passeggeri da 1275 tonnellate di stazza lorda e 628 tonnellate di stazza netta. Grazie a due macchine a vapore a quadruplice espansione ed a quattro cilindri prodotte dalla Harland & Wolff di Belfast, la nave poteva raggiungere la buona velocità di 15,5 nodi.
Catturata, passata sotto bandiera italiana e ribattezzata Cattaro in seguito all'invasione italo-tedesca della Jugoslavia, l'8 gennaio 1942 la nave venne requisita a Fiume dalla Regia Marina ed iscritta nel ruolo del Naviglio ausiliario dello Stato come nave scorta convogli (solo nell'agosto 1943 la classificazione venne cambiata in incrociatore ausiliario), con caratteristica D 36. Armata con due cannoni da 100/47 mm, uno da 76/40 Mod. 1916 R.M. mm, quattro mitragliere da 20/65 mm e due scaricabombe antisommergibile per bombe di profondità, l'unità venne destinata a compiti di scorta convogli.
Il 9 settembre 1943, all'indomani dell'annuncio, l'incrociatore ausiliario si autoaffondò a Santa Margherita Ligure; recuperato dalle truppe tedesche, venne da queste nuovamente autoaffondato il 22 marzo 1944, per ostruire l'ingresso del porto di Livorno. Il 14 giugno 1944 (ma più probabilmente il 13, quando la città venne effettivamente bombardata da aerei della 12th USAAF con obiettivo il porto), durante un bombardamento aereo su Livorno, il relitto venne colpito ed ulteriormente danneggiato. Riportato a galla nel 1945, il relitto venne nuovamente ribattezzato Jugoslavija e formalmente restituito alla Jugoslavia: giudicato tuttavia troppo danneggiato per una sua riparazione, venne rimorchiato a Spalato nel 1947 e quindi demolito.